# Радохла, Биргит
Биргит Радохла (нем. Birgit Radochla, род. 31 января 1945), впоследствии в замужестве Биргит Михайлофф (нем. Birgit Michailoff), — восточногерманская спортивная гимнастка.
Серебряная медалистка Олимпийских игр 1964 года в Токио в состязаниях в опорном прыжке.
В следующем, 1965 году на чемпионате Европы в Софии завоевала три медали: бронзу в многоборье, серебро в вольных упражнениях и бронзу на бревне.
Осенью 1964 года её заслуги были отмечены орденом «За заслуги перед Отечеством» 3-й степени (в бронзе) (1964 год).